# Emmanuel Borghi
Pour les articles homonymes, voir Borghi (homonymie).
 (novembre 2015).
Si vous disposez d'ouvrages ou d'articles de référence ou si vous connaissez des sites web de qualité traitant du thème abordé ici, merci de compléter l'article en donnant les références utiles à sa vérifiabilité et en les liant à la section « Notes et références ».
Emmanuel Borghi est un claviériste français connu pour avoir été membre de Magma et pour avoir participé à d'autres projets de Christian Vander (Offering, Welcome, Alien...) pendant une vingtaine d'années.

## Carrière
Après des débuts (qui ne laisseront aucune trace discographique) au sein du sextet du batteur Simon Goubert, Emmanuel Borghi se fait remarquer comme pianiste dans Offering en mai 1987. On peut l'entendre sur les albums Offering III-IV (1990), A Fïïeh (1993) et Paris, Théâtre Dejazet 87 (1998). On le retrouve aussi au côté de Christian Vander, en trio ou en quartet sur les albums Jour après Jour (1990), 65! (1993), Bienvenue (Welcome) (1996) et Au Sunset (1998). Il intègre enfin Magma en juillet 1997 et y reste jusqu'en février 2008, participant à de nombreux concerts et disques. Parallèlement, il participe à d'autres albums de musiciens proches de Magma (Stella Vander, Simon Goubert...). Il est parfois crédité sur les albums sous son « nom kobaïen » : Ïüsz Dëh Dzeuhr Ëmëhnëtt.
En 1996 paraît Anecdotes, son premier album solo, sur le label Seventh Records (réf. A22). En 1997, il s'associe avec Philippe Bussonnet (basse), James MacGaw (guitare) - tous deux membres de Magma - et Daniel Jeand'heur (batterie) pour former One Shot. Cette formation sort quatre disques, One Shot (1999), Vendredi 13 (2001), Ewaz Vader (2006) et Dark Shot (2008) avant qu'Emmanuel Borghi ne soit remplacé par Bruno Ruder (de Magma).
En 2002, il se joint à NHX, groupe de fusion électro-jazz fondé par le saxophoniste Gaël Horellou.
En 2008, il forme le trio Paghistree avec Himiko Paganotti (chant, ex-Magma) et John Trap (guitare). Ce groupe prend le nom de Slug en 2009 et sort un album éponyme la même année, puis devient quatuor avec l'arrivée d'Antoine Paganotti (batterie). L'album Namekuji  sort en 2012.
On retrouve Emmanuel Borghi au sein du Emmanuel Borghi Trio avec Antoine Paganotti et Blaise Chevallier (basse) sur l'album Keys, Strings and Brushes (2012), et il rejoint le groupe Caillou (de Philippe GLEIZES) en 2015.
Il fonde en 2014 le groupe HIMIKO avec la chanteuse Himiko Paganotti. À partir de 2018, il retrouve Christian Vander et Philippe Dardelle pour reformer leur trio de Jazz avec une série de concerts au Triton.

## Discographie et vidéos

### Sous son nom
- 1996 : Anecdotes

### Avec Magma
- 1998 : Floë Ëssi / Ëktah (EP deux titres)
- 2001 : Theusz Hamtaahk : Trilogie
- 2004 : K.A
- 2006 : Mythes et Légendes : Epok I (DVD)
- 2006 : Mythes et Légendes : Epok II (DVD)
- 2007 : Mythes et Légendes : Epok III (DVD)
- 2008 : Mythes et Légendes : Epok IV (DVD)
- 2009 : Ëmëhntëhtt-Rê
- 2009 : Live in Tokyo (enregistré en 2005)

### Autres participations
- 1990 : Offering III-IV (Offering)
- 1990 : Jour après Jour (Christian Vander Trio)
- 1991 : D'Epreuves d'Amour (Stella Vander)
- 1993 : 65! (Christian Vander Trio)
- 1993 : A Fïïeh (Offering)
- 1996 : Bienvenue (Welcome)
- 1998 : Au Sunset (Christian Vander Quartet)
- 1998 : Paris, Théâtre Dejazet 87 (Offering)
- 1999 : One Shot (One Shot)
- 2001 : Vendredi 13 (One Shot)
- 2003 : Non Harmonix (NHX)
- 2006 : Ewaz Vader (One Shot)
- 2008 : Dark Shot (One Shot)
- 2008 : II (NHX)
- 2009 : Slug (Slug)
- 2012 : Namekuji (Slug)
- 2012 : Keys, Strings and Brushes (Emmanuel Borghi Trio)